# Indolpiruvat feredoksin oksidoreduktaza
Indolpiruvat feredoksin oksidoreduktaza (EC 1.2.7.8, 3-(indol-3-il)piruvatna sintaza (feredoksin), IOR) je enzim sa sistematskim imenom 3-(indol-3-yl)piruvat:feredoksin oksidoreduktaza (dekarboksilacija, KoA-indol-acetilacija). Ovaj enzim katalizuje sledeću hemijsku reakciju
(indol-3-il)piruvat + KoA + 2 oksidovani feredoksin {\displaystyle \rightleftharpoons } S-2-(indol-3-il)acetil-KoA + CO2 + 2 redukovani feredoksin + H+
Ovaj enzim iz arheja je jedan od četiri 2-oksokiselinske oksidoreduktaze koji se razlikuju po njihovim sposobnostima da oksidativno dekarboksiluju različite 2-oksokiseline i formiraju KoA derivate, cf. EC 1.2.7.1, piruvat sintaza, EC 1.2.7.3, 2-oksoglutarat sintaza i EC 1.2.7.7, 2-oksoizovalerat feredoksin reduktaza. Ovaj anzim sadrži tiamin difosfat i [] klastere. On preferentno koristi transaminisane forme aromatičnnih aminokiselina, a može da koristi i fenilpiruvat i p-hidroksifenilpiruvat kao supstrate.

## Literatura
- Nicholas C. Price; Lewis Stevens (1999). Fundamentals of Enzymology: The Cell and Molecular Biology of Catalytic Proteins (Third изд.). USA: Oxford University Press. ISBN 019850229X.
- Eric J. Toone (2006). Advances in Enzymology and Related Areas of Molecular Biology, Protein Evolution (Volume 75 изд.). Wiley-Interscience. ISBN 0471205036.
- Branden C; Tooze J. Introduction to Protein Structure. New York, NY: Garland Publishing. ISBN 0-8153-2305-0.
- Irwin H. Segel. Enzyme Kinetics: Behavior and Analysis of Rapid Equilibrium and Steady-State Enzyme Systems (Book 44 изд.). Wiley Classics Library. ISBN 0471303097.

## Spoljašnje veze
- Indolepyruvate+ferredoxin+oxidoreductase на 